# Jeune et jolie (magazine)
Pour les articles homonymes, voir Jeune et jolie.
Jeune et jolie (graphié « Jeune & Jolie ») est un magazine mensuel français créé en 1987 et disparu en 2010. Destiné aux jeunes filles entre 15 et 24 ans, il appartenait au groupe Lagardère Active. À la suite d'une diminution régulière des ventes, sa parution s'arrête le 6 janvier 2010.